# Aleksandra Fedoriva
Aleksandra Andreevna Fedoriva (in russo Алекса́ндра Андре́евна Фе́дорива?; Mosca, 13 settembre 1988) è una velocista e ostacolista russa.
Nel 2016 perde la medaglia d'oro conquistata nella staffetta 4x100 a Pechino 2008 a causa della squalifica per doping della compagna Julija Čermošanskaja.

## Palmarès
| Anno | Manifestazione   | Sede       | Evento      | Risultato  | Prestazione | Note                                     |
| ---- | ---------------- | ---------- | ----------- | ---------- | ----------- | ---------------------------------------- |
| 2007 | Europei juniores | Hengelo    | 100 m hs    | Oro        | 13"12       | Miglior prestazione personale            |
| 2008 | Giochi olimpici  | Pechino    | 200 m piani | Semifinale | 23"22       |                                          |
| 2008 | Giochi olimpici  | Pechino    | 4×100 m     | dq         | dq          |                                          |
| 2009 | Europei under 23 | Kaunas     | 200 m piani | Oro        | 22"97       |                                          |
| 2009 | Europei under 23 | Kaunas     | 4×100 m     | 5ª         | 44"28       |                                          |
| 2009 | Mondiali         | Berlino    | 4×100 m     | dq         | dq          |                                          |
| 2010 | Mondiali indoor  | Doha       | 60 m hs     | Semifinale | 8"06        |                                          |
| 2010 | Europei          | Barcellona | 200 m piani | Bronzo     | 22"44       |                                          |
| 2010 | Europei          | Barcellona | 4×100 m     | 4ª         | 42"91       |                                          |
| 2011 | Mondiali         | Taegu      | 100 m piani | Semifinale | 11"54       |                                          |
| 2011 | Mondiali         | Taegu      | 4×100 m     | dq         | dq          |                                          |
| 2012 | Europei          | Istanbul   | 400 m piani | Argento    | 51"72       |                                          |
| 2012 | Europei          | Istanbul   | 4×400 m     | Bronzo     | 3'29"25     | Miglior prestazione personale stagionale |
| 2012 | Giochi olimpici  | Londra     | 200 m piani | Semifinale | 22"65       |                                          |
| 2012 | Giochi olimpici  | Londra     | 4×100 m     | Batteria   | 43"24       | Miglior prestazione personale stagionale |

## Altre competizioni internazionali
2010
- Campionati europei a squadre di atletica leggera ( Bergen)